# Еничари (филм)
Вижте пояснителната страница за други значения на Еничари.
„Еничари“ е български телевизионен игрален филм (късометражен, новела, историко-революционна драма) от 1988 година на режисьора Станко Петров, по сценарий на Димитър Михайлов и Станко Петров. Оператор е Румен Смилевски. Музикално оформление Петър Лъджев.

## Актьорски състав
| Роля            | Изпълнител         |
| --------------- | ------------------ |
| полицаят-еничар | Стоян Гъдев        |
| дядо Благо      | Антон Горчев       |
| баба Неделя     | Красимира Недкова  |
| дядо Милойко    | Сашо Симов         |
| учителката      | Вилиана Червенкова |
| поручикът       | Кристиян Фоков     |